# Val d'Astico
La Val d'Astico (Astetal in cimbro) è una valle delle prealpi vicentine solcata dal torrente Astico. La gran parte del territorio ricade nella provincia di Vicenza, mentre la parte più alta è in provincia di Trento.
La valle si apre sulla pianura vicentina tra gli abitati di Piovene Rocchette e Caltrano. Si sviluppa sostanzialmente in direzione sud-nord, incuneandosi tra l'altopiano dei Sette Comuni (a est) e i rilievi del Monte Novegno (a ovest) che, dopo l'abitato di Arsiero, lasciano il posto all'altopiano di Folgaria.
Dopo aver superato il comune di Valdastico, la valle piega verso nordovest e, passata Lastebasse, entra in Trentino. Dopo contrà Buse di Folgaria, curva verso sud terminando ai piedi del monte Plaut.

## Geografia fisica
L'Astico nasce in Trentino, in territorio di Folgaria, sui fianchi settentrionali delle rilievi di Pioverna e Plaut, scende come ruscello di montagna tra le conifere di Val Orsara e Val Pru, mantenendo direzione nord-est fino alla frazione di Buse. Qui gira sotto la rupe del Cherle e scende in basso con direzione sud-est fino a San Pietro Valdastico.
In questo primo tratto il versante destro della valle si presenta scosceso fino a 1400 metri di quota, per poi allargarsi tra pascoli e conifere. Vi discendono valli scoscese, dagli impluvi irregolarmente articolati: la Val Lunga, da Prà Bertoldo-Soglio d'Aspio fino ai pressi di contrà Busatti; la Val Civetta, dai Fiorentini a Contrà Giaconi; la Val Rua, dal soglio Melignone-Restele a contrà Posta; la Val Losa, dallo Spitz di Tonezza-Passo della Vena a Montepiano. Sfocia infine nella depressione alluvionale di Valdastico la valle di Valpegara, che scende pure dai dirupi dello Spitz. Due profonde vallate si estendono invece sul fianco sinistro: la Val di Rio Torto e la Val Torra. La prima, dalle contrade di Pedemonte, penetra a nord fino a Monterovere separando, ad ovest l'Altopiano di Lavarone dal centro dell'Altopiano dei Sette Comuni; la seconda, dalle contrade di Valdastico, punta in direzione nord-ovest verso le Vezzene. Entrambe contribuiscono ad isolare l'Altopiano di Luserna che protende verso sud-est, in Val d'Astico. Da San Pietro ad Arsiero la valle assume direzione sud e, superato a sinistra la rocca di Cima Campolongo, si stringe. Unica eccezione a sinistra, dove all'altezza di Pedescala si dilata l'ampia e arida Val d'Assa con le sue pareti fittamente sovrapposte da calcari grigi. Tenendosi accostato alla pendice del Monte Cengio l'Astico sfocia nella conca di Arsiero. Da qui la valle assume orientamento nordovest-sudest, allargandosi tra le falde dell'Altopiano dei Sette Comuni e il gruppo Summano-Priaforà e prosegue verso sudest, poi devia a sud verso la pianura.

## Origine del nome
Il nome del fiume deriva - secondo un'interpretazione - da àstacus, gambero d'acqua dolce, presente in alcuni tratti della valle. Secondo lo storico vicentino Gaetano Maccà, deriverebbe invece da laste, le lastre di pietra levigata presenti in fondovalle e lambite dal fiume.

## Storia

### Epoca antica
La Val d'Astico fu abitata sin dal paleolitico; il popolamento fu favorito dalla presenza di numerosi covoli (caverne) che potevano essere utilizzati come rifugi; a Forni è stata rinvenuta una lapide paleoveneta.
Più tardi nella valle si insediarono gli Euganei e successivamente i Veneti, che spinsero i primi sulle pendici dei monti, dopo aver invaso la pianura vicentina.
Nel II e I secolo a.C. giunsero i Romani, i quali costruirono una strada che, proveniente da Vicenza, portava verso nord. Come le altre valli prealpine del Chiampo, dell'Agno e del Leogra, anche quella dell'Astico non fece parte del municipium di Vicenza, ma la popolazione godeva soltanto dello jus latium.
Alcuni studi relativi ad antichi villaggi di popolazioni probabilmente euganee, come quelli di Bostel in comune di Rotzo e di Castellare in comune di Caltrano che furono distrutti da incendio, hanno formulato l'ipotesi che - intorno al 200 a.C. o poco dopo - i romani abbiano compiuto delle spedizioni militari contro le genti dei monti che, a differenza di quelle venete della pianura, si dimostravano ostili all'occupazione di Roma e scendevano a rapinare le popolazioni sottostanti.
Un'iscrizione su una lapide ritrovata a Chiuppano - oggi dispersa - fa menzione del Collegium Centonariorum, la corporazione dei lanaioli; un'altra scolpita su marmo di Piovene ricorda la famiglia romana Cartoria (il cui nome forse deriva da cardus utilizzato dai lanieri per pettinare la lana). Questi reperti indurrebbero a pensare che allo sbocco della Val d'Astico l'industria e il commercio della lana prodotta sulle pendici dei monti che l'attorniano - il Summano e gli Altopiani - fossero conosciuti e sviluppati già al tempo dei romani.
In epoca precristiana la val d'Astico fu abitata dai Reti, un popolo celtico che giunse fino alla val d'Assa sull'altopiano di Asiago, dove presumibilmente fondò Rotzo e Bostel. Nel 15 d.C. i Reti furono annientati dai Romani e il ritrovamento di numerose monete di epoca romana sembra attestare in valle una certa importanza strategica della medesima in tale periodo.

### Alto Medioevo
Nel 489 i Goti di Teodorico invasero l'Italia e da quel momento le Prealpi vicentine iniziarono un significativo rapporto con le popolazioni germaniche, fino a quando i Bizantini non riuscirono a imporsi. Alcuni storici hanno teorizzato che i primi insediamenti cimbri discendano proprio dai resti dei Goti, altri ne collocano l'origine al tempo dei Longobardi (secoli VI-VIII) o a epoche successive (X secolo): i Longobardi infatti furono i primi a dominare sfruttando adeguatamente le terre della val d'Astico. Essi nell'Alto medioevo avevano diviso il territorio in ducati e il Ducato Vicentino confinava a settentrione con quello di Trento, dove i confini seguivano la morfologia del terreno sulla linea di spartiacque: Passo della Borcola, Monte Maggio, Monte Melegna, Bocca di Valle Orsara, corso dell'Astico fino a Busatti e su fino a Cima Vezzena. Tale linea di confine subirà nei secoli modifiche dalle conseguenze significative, tuttavia il territorio in questione conserva tracce evidenti dell'assetto dato da questo popolo rude, ma organizzato sia militarmente che economicamente, ciò è evidente nella toponomastica e nella documentazione attestante la corte longobarda di Sant'Agata a Cogollo. Grazie a questa organizzazione fortemente strutturata, in epoca longobarda la Val d'Astico era una via di comunicazione tra i monti e il piano, che facilitò i collegamenti tra l'economia dell'altopiano e quella della pianura.
Attorno al X secolo la popolazione aumentò a causa delle colonie tedesco-bavaresi, spinte in questa zona dagli Ottoni tra il 952 e il 976, da cui probabilmente deriva l'origine cimbra della cultura e della lingua del luogo, che resta comunque una zona molto tranquilla, se confrontata con la pianura vicina, terra di continue invasioni.
Nel 910 l'imperatore Berengario I donò al suo arcicancelliere e vescovo di Vicenza Vitale tre curtes dell'Alto Vicentino, tra le quali la curtis di Valle o Valle dell'Astico; il cui centro era Caltrano (Massa Carturni) e comprendeva le ville di Chiuppano, Cogollo, Vello e Arsiero; il territorio era molto esteso, comprendendo le montagne sulla sinistra e sulla destra dell'Astico, fino al Xomo di Folgaria; si trattava di beni che appartenevano alla Corte regia.
La donazione venne rinnovata nel 939 dal re Rodolfo, nel 968 da Ottone I, nel 997 da Ottone III, e nel 1026 dal Diploma rilasciato dall'imperatore Corrado II il Salico al vescovo di Vicenza Tedaldo (o Teobaldo).
Nel 917, mentre perdurava la minaccia degli Ungari, Berengario donò al vescovo di Padova, Sibicone, le "vie pubbliche" del Pedemontano e dell'Astico, cioè tutto il vasto territorio montano e pedemontano compreso tra l'Astico ed il Brenta, comprendente l'Altopiano di Asiago, Thiene, Breganze e Marostica. La pubblica strada dell'Astagus (vias publicas iuris nostri) appartenente al potere regio si trovava sulla sponda sinistra dell'Astico e questo creò dei contrasti tra i vescovi di Padova e di Vicenza.
Con questa donazione, i vescovi presero il controllo giuridico, amministrativo ed economico della zona e furono aiutati nell'esercizio di ciò da monaci e ospizi. Celebri furono i due ospizi di San Pietro Valdastico e di Brancafora, che furono i maggiori centri attorno ai quali insediarono i primi nuclei abitati della valle. Entrambi erano retti da un priore, nominato con un diritto di rendita dal vescovo e coadiuvato da laici e monaci. Grazie a tali ospizi, dove trovavano rifugio i viandanti che risalivano la "Strada del Lancino" verso Trento o i sentieri verso l'altopiano dei Sette Comuni, si sviluppò l'agricoltura e il commercio del territorio (dal 1450 non si parla più di ospizi, ma di parrocchie e nel 1600 la chiesa di Brancafora fu annessa alla diocesi di Trento).
Nel 924 tra i vescovi delle due diocesi si chiarì la situazione territoriale; Caltrano e Cogollo furono cedute alla diocesi di Padova, anche se dal punto di vista civile Cogollo rimase sempre feudo di Vicenza.
Scarseggiando i reperti, non è bene chiaro quando su questo territorio sorsero i castelli e si rafforzarono le difese, sembra comunque evidente che si tratta di un periodo antecedente al Mille.
- Le Castellare di Caltrano

A Caltrano tuttora esiste questo toponimo: indica il colle che domina l'Astico e le due valli, la Val Grande a est e la Val Mala a ovest, che costituivano due braccia di una difesa naturale, completata dal corso dell'Astico a sud. Su questo colle nel 1894 furono fatti degli scavi; furono trovate le fondamenta di un antico manufatto, una torre che vigilava la strada e il fiume; probabilmente, oltre alla torre, vi saranno state altre costruzioni per accogliere il corpo di guardia.
Attorno alle Castellare di Caltrano si costituì il primo centro abitato, favorito da una sorgente perenne di acqua limpida, tuttora incavata nel monte e che per secoli fu utilizzata dalla popolazione.
Caltrano fu il centro della curtis de Valle e qui probabilmente aveva sede il comando militare della zona: quantunque la posizione fosse alquanto nascosta, era però in diretta comunicazione con la torre di Chiuppano posta sul colle delle Bregonze e ricevente segnalazioni da varie parti.
- Il castello di Chiuppano

In località "Castello" sul colle di San Daniele a Chiuppano, oggi si trova un recente manufatto a forma di torre, che un tempo fu cella campanaria della chiesa. Il Mantese ritiene trattarsi di una torre-vedetta per ricevere e trasmettere comunicazioni, parte di un'efficiente rete di comunicazioni che si realizzava di castello in castello, fino a raggiungere i confini del territorio. Chiuppano, oltre che da Caltrano e da Cogollo, poteva ricevere e trasmettere segnalazioni da Santorso, dai castelli di Piovere, Manduca e Pelluca e dalla Rocchetta (Rocchette).
- Il castello di Cogollo

Questo castello rimase in vita per sei secoli, poi fu demolito e di esso è scomparsa ogni traccia. Rimane tuttavia ancora il complesso di mura e di strade selciate che portano sulla cima del colle, al di sopra della vecchia chiesa parrocchiale. Il colle è uno sperone che si stacca dalle falde del Monte Cengio e si prolunga in basso, isolato a nord-est dalla valle della Cengella; ai piedi del colle sono abbarbicate ancor oggi delle vecchie case che formano un tutt'uno con il complesso collinare. I suoi abitanti portano in gran parte il cognome "Dal Castello" e il soprannome "i Castei".
- Il castello di Velo d'Astico

I documenti, a cominciare dall'anno Mille, parlano di tre castelli: Cogollo, Velo e Arsiero, come appartenenti al vescovo di Vicenza, che pertanto dovevano avere una struttura simile e una eguale funzione. La struttura può essere rilevata ancor oggi dai ruderi del castello di Velo: un colle molto ristretto con sulla cima una torre rotonda di pietra nera vulcanica di origine locale e accanto un manufatto dello stesso materiale, che poteva essere una casamatta per accogliere il corpo di guardia. Dato il posto molto limitato e la mancanza di un comodo accesso, l'edificio non poteva essere la residenza del signore (i conti Velo avevano una loro villa più ad ovest): il castello era un posto di vedetta e di protezione per il borgo aggrappato alle sue pendici, e collaborava, assieme agli altri castelli della curtis alla difesa del territorio e particolarmente delle zone di confine.
- Il castello di Arsiero

Lo stesso nome del paese, secondo il Mantese, deriverebbe dalla parola latina "arx", che significa rocca, castello, luogo di difesa. Arsiero, come gli altri paesi della valle, ebbe effettivamente il suo castello, posto in luogo eminente e favorevole; anch'esso però è stato completamente distrutto e non ne rimane traccia alcuna. Giovanni Mantese attribuisce una particolare funzione al castello di Arsiero considerandolo come un'opera di difesa del "Comitatus" vicentino rispetto a quello di Trento nell'altipiano di Folgaria e quello di Feltre nell'altipiano di Lavarone. I soldati a custodia dei castelli erano anche guardie boschive (saltari), che salivano in determinati tempi sulle montagne per controllare eventuali sconfinamenti o abusi nel taglio del legname o nel pascolo degli animali.

### Basso Medioevo
A partire dal XII secolo qui, come in tutta la zona pedemontana, si stanziarono popolazioni di lingua tedesca. 
In seguito, in epoca comunale, il territorio sulla destra del fiume passò sotto la giurisdizione della città di Vicenza, mentre quello di sinistra seguì le vicende di Asiago.
In epoca medievale scarsi sono i riferimenti che attestino le proprietà e la linea di confine tra il Vicentino e il Trentino. La storia di questo territorio - poco abitato fino al Seicento - fu caratterizzata comunque da controversie tra le popolazioni di etnie e culture diverse e, soprattutto, tra chi deteneva il potere, anche con lo spostamento dei confini.
Nel 1204, nella vicinìa o convicinìa - l'assemblea tenutasi nella chiesa di Sant'Agata presso Cogollo - vennero stabiliti i confini delle comunità della valle dell'Astico.
La strada lungo la Valle dell'Astico fu costruita dopo il 1264 su ordine del comune di Vicenza. Partiva da Caltrano, passava per Cogollo e si manteneva sempre sulla riva sinistra del fiume, dividendosi in due rami poco prima di San Pietro dove il ramo sinistro, strada cavallara (attuale via Cavallara), proseguiva lungo i prati vicino all'Astico e quindi verso Casotto risalendo la valle verso il confine con l'Austria, mentre l'altro ramo, il sentiero delle Vegre, saliva al centro di San Pietro, passava per le contrade Rocchetta, Lucca e Baise e diventava la Cingella fino a camporosato ora Campo Rosà, la montagna di Rotzo.
Nel 1392 vengono per la prima volta citati Pedescala, il suo ponte sull'Astico e la strada verso Rotzo al cui comune Pedescala apparteneva.

### Epoca moderna e contemporanea
Dal 1404, come il resto del territorio vicentino, la Valle dell'Astico fino a Lastebasse passò sotto il dominio della Repubblica di Venezia, diventando successivamente alla breve parentesi napoleonica parte del territorio dell'Impero Asburgico, situazione che perdurò fino alla fine della Terza guerra d'indipendenza italiana grazie alla quale divenne parte, come il resto del Veneto, del neonato Regno d'Italia.
Nel corso di questi secoli, con l'aumentare del traffico di persone e di merci, fu sempre più allargata la strada di fondovalle e furono costruiti ponti, sempre più robusti, per collegarla alle strade secondarie che risalivano le pendici per salire sugli altopiani di Asiago e di Folgaria.
Tra la fine dell'Ottocento e gli inizi del Novecento buona parte della popolazione della vallata, in continuo aumento, prese la via dell’emigrazione e, dapprima come lavoratori stagionali nelle grandi opere stradali e ferroviarie, poi con l’apertura di nuovi orizzonti, prese la strada delle Americhe.

## Infrastrutture e trasporti
La valle è percorsa dalla Strada statale 350 di Folgaria e di Val d'Astico che collega Calliano a Schio, assicurando una buona viabilità, con più corse giornaliere garantite dalla Società Vicentina Trasporti (SVT).
La Valle dell'Astico era collegata con gli altipiani soprastanti tramite mulattiere e sentieri da tempo remoto, sicuramente da epoca romana. Le due direttrici principali che si attestano ben presto sono quella nord-sud, via maestra che dal Vicentino portava verso Trento e oltre detta Strada del Lancino, e quella trasversale che, all'altezza di Brancafora, si staccava dall'altra per salire a Monterovere e portare a Levico tramite il Menador.
La Strada del Lancino (o Lanzin o Lanzeno) deriva il suo nome forse da un gancio usato sulla stanga del controllo al dazio o per facilitare il passaggio. Se ne trova menzione per la prima volta in un documento del 1192, dove è chiamata Strada dell'Ancino; il Caldogno la chiama "via per Vicenza" o "via per la Germania" o "via imperiale". È citata anche negli Statuti Vicentini del 1264 assieme a quella per Posina e per Val Leogra "quae possint carrigari", cioè "transitabili con carri". Il suo percorso, ancor oggi individuabile, risaliva la valle ai piedi dei monti per poi inerpicarsi da Carotte verso Dazio, Lavarone, Centa e Trento.
L'altra direttrice est-ovest si staccava da quella del Lanzino a Brancafora e attraverso la Valle del Riotorto risaliva a Monterovere per poi innestarsi sul "Menador" e scendere in Valsugana. Sentieri minori di epoca antica erano quello che saliva a Luserna, quello della Val Torra (detta oggi la "Singela") e quella che risaliva la Val d'Assa.
Altre strade di epoca successiva furono il "Nuovo Lanzin" da Caldonazzo a Lavarone del 1600, proseguita nel 1856 e nel 1873 dalla strada carreggiabile fino a Busatti, completata fino a Casotto nel 1908 sul versante sinistro dell'Astico e affiancata sul versante destro da quella realizzata da un consorzio di comuni, tra cui Lastebasse, nel 1884. A proposito della strada costruita nel 1908 sul versante sinistro (all'epoca austriaco) una lapide nella spalliera del ponte a Busatti ha inciso: Strada per Casotto, costruita dai Pionier di truppa del Tirolo C 1908 M. Più avanti, presso il ponte del Tonech, sotto l'abitato di Lastebasse, si legge: "Pion. Abt 1/1 1 Lds Regt Trient 1911" cioè: "I Pionieri, sezione 1/1 reggimento territoriale di Trento 1911". La realizzazione della strada si snodava pertanto in questo arco di anni. 
Vi era poi la strada che collegava Brancafora con Luserna, utilizzata fino al 1745 per scendere alla chiesa parrocchiale, come anche esistevano mulattiere di collegamento tra Rotzo e il fondovalle: una verso San Pietro Valdastico, l'altra verso Pedescala, che hanno dato spunto alle successive carrozzabili di Castelletto e del Piovan del 1898.
Anche l'Altopiano di Tonezza-Fiorentini comunicava con il fondovalle con sentieri e mulattiere: la più importante, sorta per accedere alle miniere del Passo della Vena, scendeva da Tonezza a Forni e proseguiva in alto verso Folgaria, in contatto con Fiorentini e Tonezza fin dal Medioevo. Nel 1961 il presidente della Repubblica Giovanni Gronchi inaugurò la "direttissima" che su questo itinerario collega Arsiero con Tonezza, proseguito nel 1966 dall'inaugurazione del cosiddetto "Anello del Paradiso" alla presenza del ministro all'Agricoltura e Foreste Franco Restivo.

## Amministrazioni
Elencando da nord a sud, le Amministrazioni comunali sono:

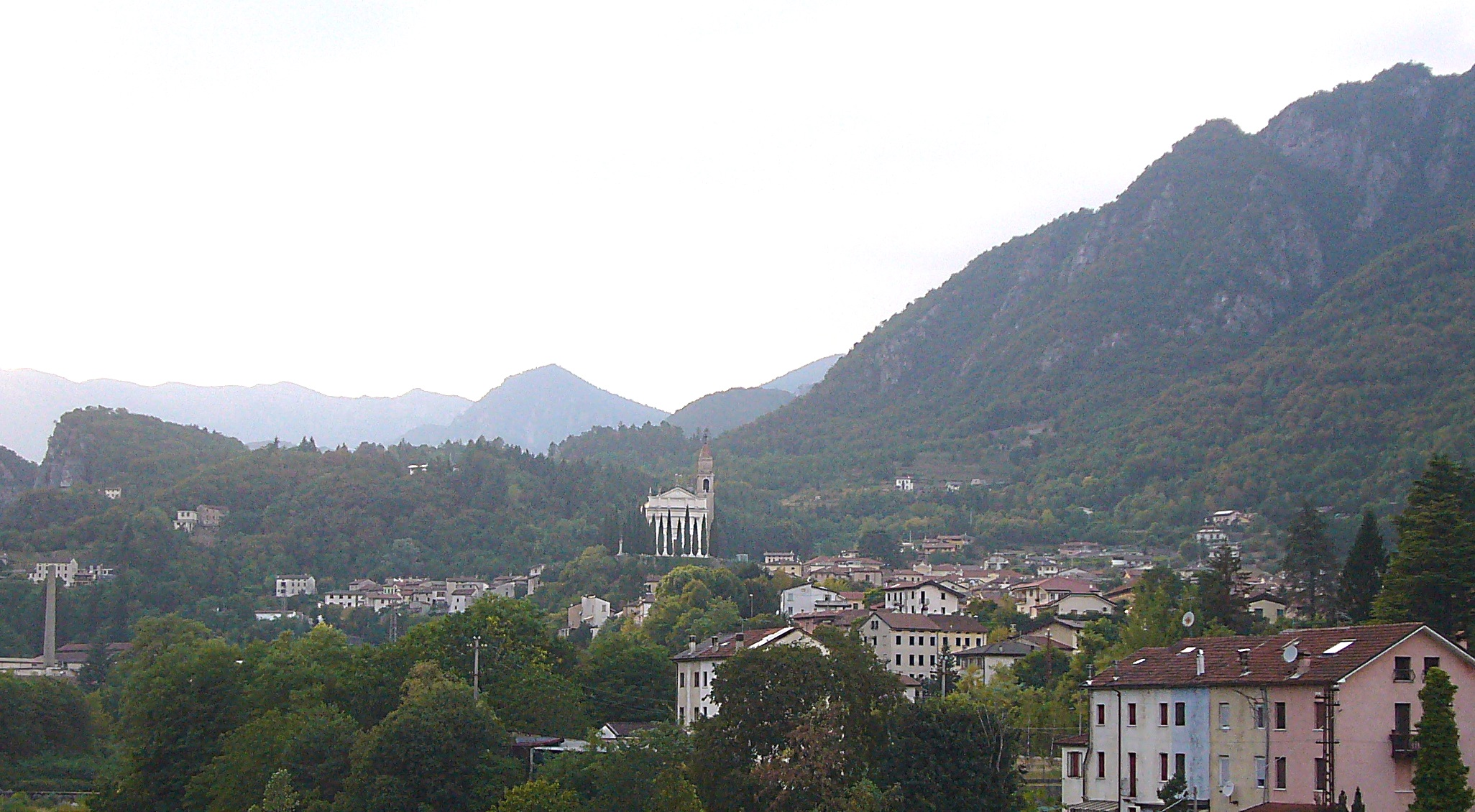
Arsiero vista dal ponte dell'ex ferrovia

Comuni della Provincia di Trento:
- Luserna
- Lavarone

Comuni della Provincia di Vicenza:
- Lastebasse
- Pedemonte
- Valdastico
- Arsiero
- Cogollo del Cengio
- Velo d'Astico
- Piovene Rocchette